# コーヒー&シガレッツ
『コーヒー&シガレッツ』（Coffee and Cigarettes）は、2003年に公開のアメリカ映画。監督・脚本はジム・ジャームッシュ。 映像は全てモノクロである。

## 概要
本作品は「変な出会い」が1986年に撮られて以降、ジャームッシュが断片的に撮影した11の作品からなるオムニバス映画である。それぞれの物語に具体的な繋がりはないが、別々の物語で言っている台詞が類似している場合がある。
登場人物がコーヒー（時に紅茶）を飲み、煙草を吸いながら、とりとめもない会話をしている映画、俳優達の台詞や表情、間などで会話している人々の関係や作中に込められたユーモアを垣間見ることができる。
ちなみに、俳優の名前がそのまま登場人物の名前となっている。

## 各話
- 「変な出会い」（STRANGE TO MEET YOU）
  - ロベルト・ベニーニ、スティーヴン・ライト
- 「双子」（TWINS）
  - ジョイ・リー、サンキ・リー、スティーヴ・ブシェミ
- 「カリフォルニアのどこかで」（SOMEWHERE IN CALIFORNIA）
  - イギー・ポップ、 トム・ウェイツ
- 「それは命取り」（THOSE THINGS'LL KILL YA）
  - ジョー・リガーノ、ヴィニー・ヴェラ、ヴィニー・ヴェラ・Jr
- 「ルネ」（RENEE）
  - ルネ・フレンチ、E・J・ロドリゲス
- 「問題なし」（NO PROBLEM）
  - アレックス・デスカス、イザック・ド・バンコレ
- 「いとこ同士」（COUSINS）
  - ケイト・ブランシェット（一人二役）
- 「ジャック、メグにテスラコイルを見せる」（JACK SHOWS MEG HIS TESLA COIL）
  - メグ・ホワイト、ジャック・ホワイト
- 「いとこ同士?」（COUSINS ?）
  - アルフレッド・モリーナ、スティーヴ・クーガン
- 「幻覚」（DELIRIUM）
  - GZA、RZA、ビル・マーレイ
- 「シャンパン」（CHAMPAGNE）
  - ビル・ライス、テイラー・ミード